# DFB-Pokal 1957/58
De DFB-Pokal 1957/58 was de 15e editie van de strijd om de Duitse voetbalbeker. Het toernooi begon op 25 juni 1958 en de finale werd gespeeld op 11 november 1958. Er deden evenveel teams mee als aan de vorige editie. In totaal werden er 5 wedstrijden gespeeld in dit toernooi. VfB Stuttgart won de finale tegen Fortuna Düsseldorf met 4-3 na verlenging en mocht de beker zodoende voor de tweede keer in haar geschiedenis in ontvangst nemen. In de finale waren er 28.000 toeschouwers, de wedstrijd werd gefloten door Werner Treichel. De wedstrijd werd gespeeld in het Auestadion.

## Kwalificatieronde
| 25 Juni 1958            |       |               |
| SC Tasmania 1900 Berlin | 1 – 1 | VfL Osnabrück |

## Terugwedstrijd
| 2 Juli 1958   |       |                         |
| VfL Osnabrück | 1 – 3 | SC Tasmania 1900 Berlin |

## Halve finale
| 21 September 1957       |       |                    |
| SC Tasmania 1900 Berlin | 1 – 2 | Fortuna Düsseldorf |
| 1. FC Saarbrücken       | 1 – 4 | VfB Stuttgart      |

## Finale
| 16 November 1958   |       |               |
| Fortuna Düsseldorf | 3 – 4 | VfB Stuttgart |

Tschammerpokal:
1935 · 
1936 · 
1937 · 
1938 · 
1939 ·
1940 · 
1941 · 
1942 · 
1943 

DFB-Pokal:
1952/53 · 
1953/54 · 
1954/55 · 
1955/56 · 
1956/57 · 
1957/58 · 
1958/59 · 
1959/60 · 
1960/61 · 
1961/62 · 
1962/63 · 
1963/64 · 
1964/65 · 
1965/66 · 
1966/67 · 
1967/68 · 
1968/69 · 
1969/70 · 
1970/71 · 
1971/72 · 
1972/73 · 
1973/74 · 
1974/75 · 
1975/76 · 
1976/77 · 
1977/78 · 
1978/79 · 
1979/80 · 
1980/81 · 
1981/82 · 
1982/83 · 
1983/84 · 
1984/85 · 
1985/86 · 
1986/87 · 
1987/88 · 
1988/89 · 
1989/90 · 
1990/91 · 
1991/92 · 
1992/93 ·
1993/94 · 
1994/95 · 
1995/96 · 
1996/97 · 
1997/98 · 
1998/99 · 
1999/00 · 
2000/01 · 
2001/02 ·
2002/03 · 
2003/04 ·
2004/05 · 
2005/06 ·
2006/07 · 
2007/08 ·
2008/09 ·
2009/10 · 
2010/11 ·
2011/12 ·
2012/13 ·
2013/14 ·
2014/15 ·
2015/16 ·
2016/17 ·
2017/18 ·
2018/19 ·
2019/20 ·
2020/21 .
2021/22 ·
2022/23 ·
2023/24 .
2024/25